# Химерик, Василий Феодосиевич
Васи́лий Феодо́сьевич Химерик (апрель 1892, д. Полевая (ныне с. Дашев, Ильинецкий район, Винницкая область) — 1938) — юрист и политический деятель, член Всероссийского учредительного собрания.

## Биография
Отец — малоземельный крестьянин Феодосий Васильевич Химерик из деревни Полевой Липовецкого уезда Киевской губернии. Учился на средства старшего брата, преподавателя в Киевской духовной семинарии, там же, не окончив семинарии, из её 4-го класса поступил на юридический факультет Варшавского университета. Окончил его весной 1914 года. Тогда же зачислен кандидатом на судебную должность при Киевском окружном суде, но не получив должности, уволен в начале 1915 года. Зачислен присяжным поверенным в Одесскую судебную палату, служил помощником адвоката в Новой Ушице Каменец-Подольской губернии. 5 сентября 1915 года призван на военную службу, 15 апреля 1916 уволен из рядов Российской армии из-за сильной близорукости. С 1917 года член Украинской партии социалистов-революционеров, покинул её ряды в 1922 году.
Весной 1917 года избран председателем Липовецкой уездной народной управы, председатель Липовецкой городской управы. Осенью 1917 года избран во Всероссийское учредительное собрание в Киевском избирательном округе по списку № 1 (украинские социалисты-революционеры). 8 апреля 1918 года избран членом Киевской губернской народной управы, заместитель её председателя, которым был С. Петлюра. Заведовал в управе школьным и приютским отделами и типографией. Член Украинской Центральной Рады и Всеукраинского совета крестьянских депутатов.
27 июля 1918 арестован вместе с Симоном Петлюрой, до падения гетманщины содержался в Лукьяновской тюрьме в Киеве. С декабря 1918 по апрель 1919 года снова член Киевской городской управы. С 1919 по 1922 год редактор в издательствах «Основа» и «Книгоспилка». В 1922 году поступил на службу техническим заведующим в акционерное товарищество «Село-Книга». В 1923 заведовал книжным магазином, с мая 1925 выпускающий корректор в Киевском отделении ДВУ. С 1917 по 1930 год опубликовал ряд детских книг под псевдонимом В. Тодосив. В 1925—1830 годах редактировал «Науковi записки сельскосподарьского iнституту» и другие издания. В 1922 году, выйдя из партии украинских эсеров, принял сан православного священника автокефальной церкви.
15 октября 1930 года был арестован Киевским ОГПУ, в марте 1931 приговорён к высылке за пределы Украины и Северного Кавказа. В мае 1931 снова арестован в Белгороде и осуждён по статье 54-2 УК УССР на 3 года лагерей. Работал на Беломорканале старшим корректором типографии, нормировщиком, калькулятором, заведующим технической частью. Досрочно освобождён по зачётам. В ноябре 1937 арестован Мариупольским отделом НКВД. Приговорён к расстрелу и якобы расстрелян 9 декабря 1937 года. Однако известен протокол его допроса, датированный 4 января 1938 года.
Реабилитирован в 1989 году.